# بخش نیوتن (شهرستان ترامپول، اوهایو)
بخش نیوتن (به انگلیسی: Newton Township) یک منطقهٔ مسکونی در ایالات متحده آمریکا است که در شهرستان ترامبل، اوهایو واقع شده‌است.
 بخش نیوتن ۶۰٫۸ کیلومتر مربع مساحت و ۹٬۵۲۴ نفر جمعیت دارد و ۲۷۸ متر بالاتر از سطح دریا واقع شده‌است.